# Gorelovka
Gorelovka (georgiska: გორელოვკა) är en ort i Georgien. Den ligger i regionen Samtsche-Dzjavachetien, i den södra delen av landet. Gorelovka ligger 2 054 meter över havet och antalet invånare var 1 165 år 2014.